# Bar (unitat)
|  | Aquest article tracta sobre la unitat de pressió bar. Vegeu-ne altres significats a «Bar». |

Un bar (símbol bar) és una unitat de pressió. No pertany al sistema internacional SI. És acceptada (tot i que no recomanada) per al seu ús dins del SI. El bar és encara emprat àmpliament en descripcions de pressió perquè el seu valor és aproximadament el de la pressió atmosfèrica. Juntament amb l'hectopascal (hPa), el submúltiple mil·libar (mbar) se sol utilitzar per mesurar la pressió atmosfèrica.

## Definició
El bar es defineix com:
- 1 bar = 100 000 pascals (Pa) = 100 kPa = 1000 hPa = 1 000 000 dines/centímetre quadrat (10⁶ dyn/cm²)

## Conversions
- 1 bar = 100 kN/m²
- 1 bar = 10,2 m.c.a (metres columna d'aigua)
- 1 bar = 1000 hPa
- 1 bar = 14,5037738 psi
- 1 bar = 750,06 mmHg
- 1 bar = 14,50 Lliures/polzada²
- 1 atm = 1,01325 bar[3]

## Origen
El mot bar troba el seu origen en el mot Grec báros, que significa pes. El seu símbol oficial és "bar"; la "b" emprada prèviament és ara negligida, però encara es troba sovint especialment en la forma "mb" en lloc de la correcta "mbar" per expressar mil·libars.

## Discussió
La pressió d'aire atmosfèrica sovint és donada en mil·libars on la pressió "standard" a nivell del mar es defineix com 1013,25 mbar (atm), igual a (1,01325 bar). El mil·libar no és una unitat de mesura del SI; això no obstant, encara s'empra localment en meteorologia quan es descriu la pressió atmosfèrica. La unitat del SI és el pascal (Pa), considerant que 1 mbar = 100 Pa = 1 hPa = 0,1 kPa. Els meteoròlegs d'arreu del món han mesurat la pressió de l'aire en millibars durant molt de temps. Després de la introducció de les unitats del SI, molts preferiren preservar els nombres de pressió tradicionals. Per això és que alguns continuen emprant mil·libars sota el seu propi nom, mentre d'altres utilitzen hPa (que són equivalents als mil·libars) de manera que poden continuar emprant la mateixa escala numèrica. Discussions similars es donen amb els kilopascals a pràcticament tots els altres camps, en què el prefix "hecto" amb prou feines s'usa.
En l'ús quotidià, la pressió és sovint mesurada en referència amb la pressió atmosfèrica.

## ViccionariEnllaços externs
- Lloc web oficial del SI: Table 8. Other non-SI units currently accepted for use with the International System Their use is not encouraged. Arxivat 2008-07-25 a Wayback Machine.